# Einthoven Hill
Einthoven Hill är en kulle i Antarktis. Den ligger i Västantarktis. Argentina, Chile och Storbritannien gör anspråk på området. Toppen på Einthoven Hill är 315 meter över havet.
Terrängen runt Einthoven Hill är bergig åt nordväst, men åt sydost är den kuperad. Havet är nära Einthoven Hill åt sydost. Trakten är obefolkad. Det finns inga samhällen i närheten. 